# Donacia subtilis
Donacia subtilis är en skalbaggsart som beskrevs av Kunze 1818. Donacia subtilis ingår i släktet Donacia och familjen bladbaggar. Inga underarter finns listade i Catalogue of Life.